# Motrico
Motrico (oficialmente en euskera: Mutriku) es una localidad y municipio guipuzcoano situado en la parte noroccidental de la comarca del Bajo Deva, en la comunidad autónoma del País Vasco en España. Se encuentra a orillas del mar Cantábrico y limita con los municipios guipuzcoanos de Deva y Mendaro, y con los municipios vizcaínos de Berriatúa y Ondárroa. Cuenta con una población de 5281 habitantes (INE 2024).
La población, ubicada en una vaguada sobre una pequeña ensenada que ha servido históricamente como puerto, mantiene un casco histórico medieval, nombrado conjunto monumental, con tres calles principales unidas mediante callejas de fuerte pendiente y escaleras. Conserva un gran número de edificios históricos, casas torre y palacios, de los siglos XV, XVI, XVII y XVIII relacionados con figuras y familias relevantes en la historia naval española así como la relación estrecha de sus gentes con la mar. Su puerto, centro de su idiosincrasia y motor de su economía, ha sido testigo de los trabajos de pesca de sus gentes, desde la caza de la ballena hasta las actuales actividades recreativas. Está considerado como uno de los más antiguos de la costa cantábrica.

## Toponimia
Actualmente existen dos formas de transcribir el nombre de este municipio. Motrico es la forma de la que tradicionalmente se ha transcrito el nombre del municipio. Ha sido el nombre oficial del mismo desde su fundación en 1209 hasta 1980. Es considerado también como el nombre formal de la población en lengua castellana. Al hablar en lengua vasca, sin embargo, se utiliza la forma Mutriku, que obtuvo carta de oficialidad en 1980 cuando fue adoptada por el ayuntamiento. Desde 1989 Mutriku es la única denominación oficial recogida por el BOE, por lo que se utiliza actualmente también en documentos oficiales en español.
Sobre el origen del topónimo, es fruto de discusión y controversia. En primer lugar no se sabe si el topónimo nació con la fundación de la villa en 1209 o si le antecedió. Dado que en documentos del siglo XIII figura transcrito bajo el nombre de Mortrico, Motrico y sobre todo villa Nueba de Motrico puede deducirse que existía el topónimo con anterioridad.
Se ha solido identificar tradicionalmente Motrico con la ubicación de la antigua localidad prerromana de Tritium Tuboricum, población citada por el geógrafo griego Claudio Ptolomeo en el territorio de la antigua tribu de los várdulos. La identificación Motrico-Tritium Tuboricum es sin embargo problemática, ya que se ha realizado siempre más por la supuesta semejanza de los nombres que por otro tipo de factores. De hecho, el geógrafo ubicaba Tritium Tuboricum en el interior del país várdulo, no en la costa; y el pasaje que alude a su ubicación a orillas del Deva es dudoso. Algunos autores vascos consideran sin embargo que la antigua Tritium Tuboricum pudo ser la población de Astigarribia, situada algunos kilómetros hacia el interior siguiendo el curso del río Deva. Astigarribia es actualmente un barrio rural de Motrico, pero fue una población anterior a la fundación de la villa (su iglesia se considera una de las más antiguas de Guipúzcoa) y se han encontrado vestigios de presencia romana en Astigarribia.
Sobre la posible derivación del nombre Motrico a partir del de Tritium Tuboricum tampoco hay unanimidad. El lingüista alemán Gerhard Bähr (que había nacido en el País Vasco), pensaba que Tritium Tuboricum era un topónimo de origen celta y proponía una evolución Tuboricum->But(o)ricu->Motrico, para explicar el origen del nombre. Koldo Mitxelena consideraba que esta explicación era fonéticamente satisfactoria, pero no estaba muy convencido de la etimología propuesta por Bähr. Otros historiadores y cronistas clásicos como Esteban de Garibay pensaban que Motrico era la antigua Tritium Tuboricum, pero hacían derivar el nombre de la población de un Mons tritium latino (Monte de trigo según algunos). Garibay sostenía que el topónimo se componía de Monte y Trico, Garibay justificaba este nombre por el hecho de que en la entrada del puerto de esta villa había una peña puntiaguda que era conocida como Trico(a) (palabra que querría decir erizo en euskera). En la actualidad erizo se dice triku en euskera batúa y trikuharri (literalmente piedra de erizo), es el nombre que reciben los dólmenes en euskera.
El gentilicio en castellano es motriqués/motriquesa.

## Geografía

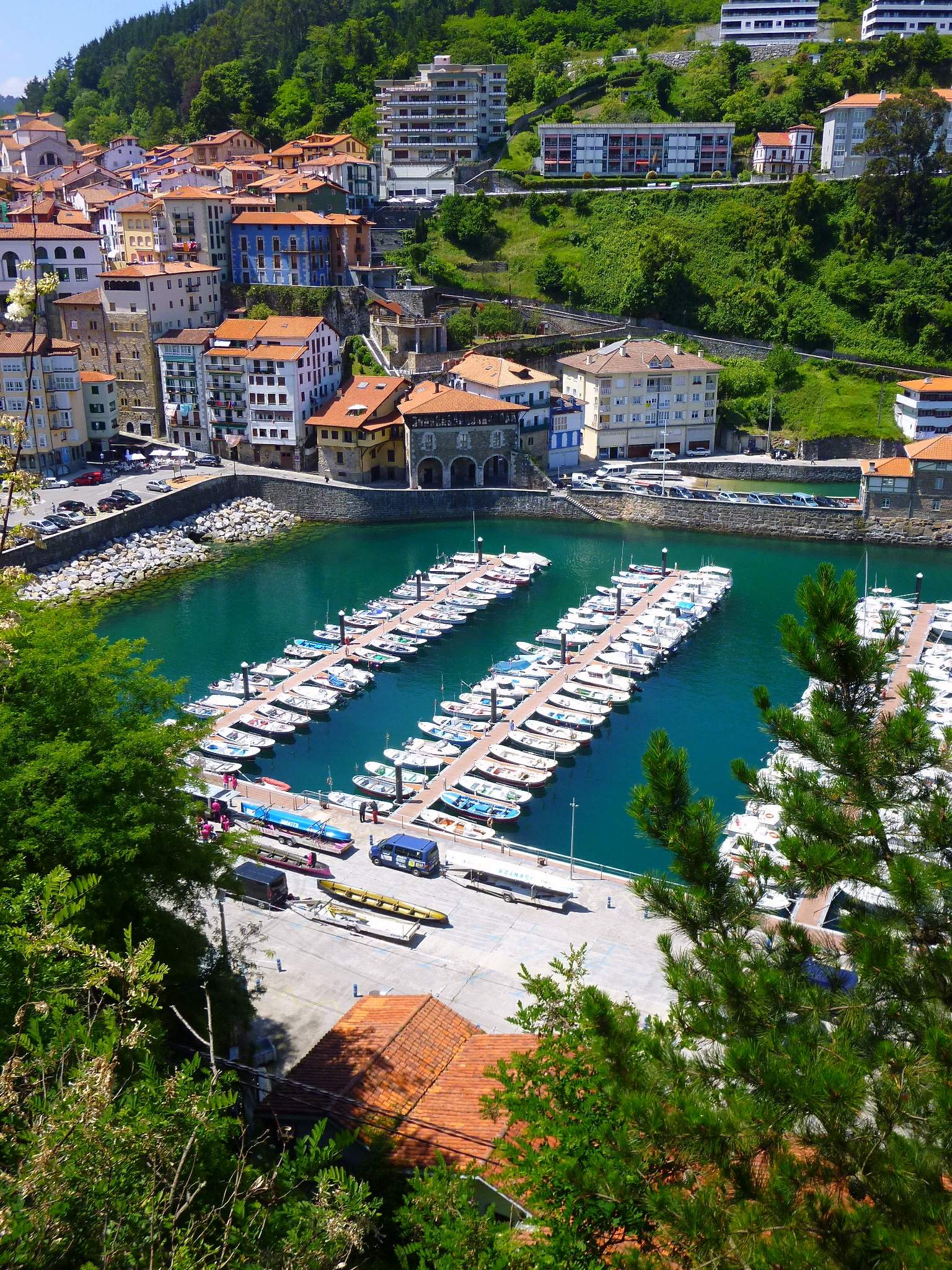
Puerto de Motrico

En el límite noroeste de la provincia y de la comarca, haciendo frontera con Vizcaya se extiende sobre el mar en altos acantilados que dejan, en la bajada de marea, zonas de baño y pesca en las que se abre algún pequeño arenal. Las playas situadas en la desembocadura de los ríos Deva y Artibai y alejadas del centro urbano son, la del Deva, como dice su nombre, Ondarbeltz, de arena negra y con alguna roca y la del Artibai de fina arena amarilla. Todavía se puede apreciar la rasa mareal que viene desde Zumaya. El núcleo urbano se ubica en una pequeña bahía equidistante entre las dos desembocaduras. En esta bahía se ubica el puerto y sobre él, subiendo por la ladera, los edificios que conservan el carácter medieval.
Motrico ocupa el límite noroccidental de la provincia de Guipúzcoa y de la comarca a la que pertenece, aún no estando estrictamente en la cuenca del Deva, ya que está en una pequeña cuenca independiente. Se extiende desde la desembocadura del Deva hasta la del Artibai, quedando el núcleo urbano equidistante entre ambos puntos. Sus costas son acantilados donde se abren dos pequeñas bahías, una es donde se ubica el núcleo urbano y el puerto y la otra, que comparte con Ondárroa, y está formada por la desembocadura del Artibai, donde se abre la mayor de sus playas, la de Saturrarán. La tradición marinera y pescadora de sus gentes y la conservación del centro urbano en buenas condiciones hacen de la localidad un destino turístico relevante a lo que hay que unir sus playas.
Motrico limita con los siguientes municipios, al suroeste con Marquina (Vizcaya), al sur Mendaro, al este con Deva y al oeste con Berriatúa y Ondárroa (Vizcaya).

### Orografía
La orografía de Motrico está marcada por el monte Arno (608 m) que se alza sobre el municipio. Es una mole de roca caliza cubierta de encinas cantábricas autóctonas y de coníferas de las explotaciones forestales. El relieve es muy accidentado con fuertes pendientes en los estrechos y pequeños valles. La costa, acantilada, continuación de la rasa mareal guipuzcoana. La ensenada que da cobijo al puerto y por ende a la villa se abre entre los acantilados de Alcolea y el alto de Burumendi.

### Hidrografía

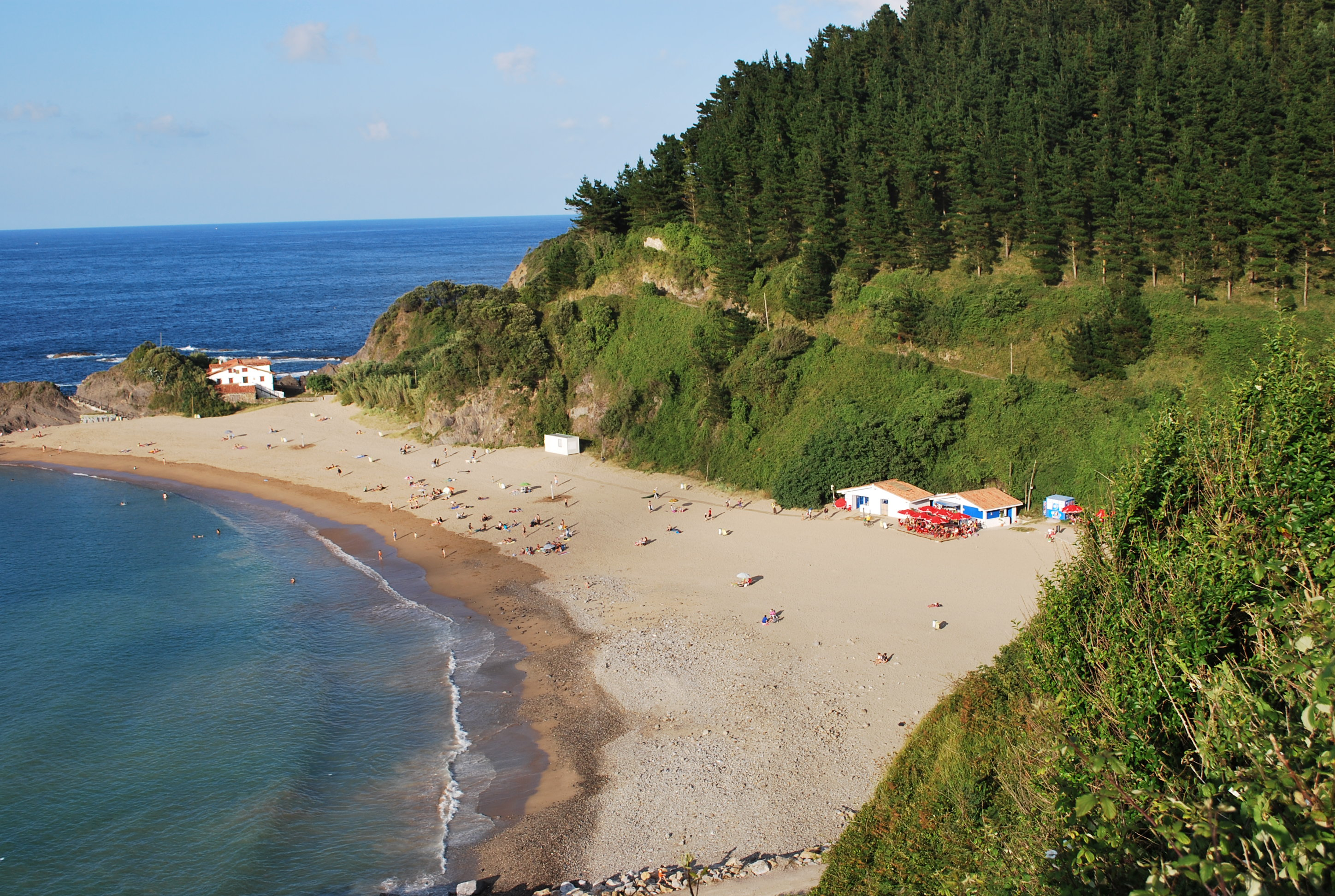
Playa de Saturrarán

El río Deva es el límite del municipio por el este, algunos pequeños regatos que nacen en el municipio llegan a él como el Olatzgoiko erreka, el Añoerreka, Jarrolatza erreka y el Txokorrekua. Por el límite oeste ocurre lo mismo con el Artibai aunque en este caso el río que hace de límite municipal es la regata de Mijoaerreka que desemboca en la playa de Saturraran en la bahía de la desembocadura del Artibai. El Saturraran forma una pequeña cuenca que recoge las aguas provenientes de Olatz y los montes de alrededor con los ríos: Errekabeltz, Armentxako erreka, Ziñoaetxeberriko erreka, Artzainerreka, Aldaberreka, Bidekoaerreka, Ondaberroerreka y Kurpitako erreka. Entre estas dos cuencas, la del Deba y la del Saturraran, hay otra pequeña cuenca que la forma un pequeño río que baja del Calvario y recorre la vaguada donde se asienta el núcleo urbano y alrededores, estos son: Errekaundi, Idurreko erreka, Leizarreko erreka, Maldomin erreka, Xoxuarterreka y Lasaoko erreka.

### Playas
Existen varias playas en el municipio, estas se enumeran de este a oeste:
| - Playa Ondarbeltz - Playa Alkolea - Playa del puerto | - Playa de Burumendi - Siete playas - Playa de Saturrarán |  |

## Historia

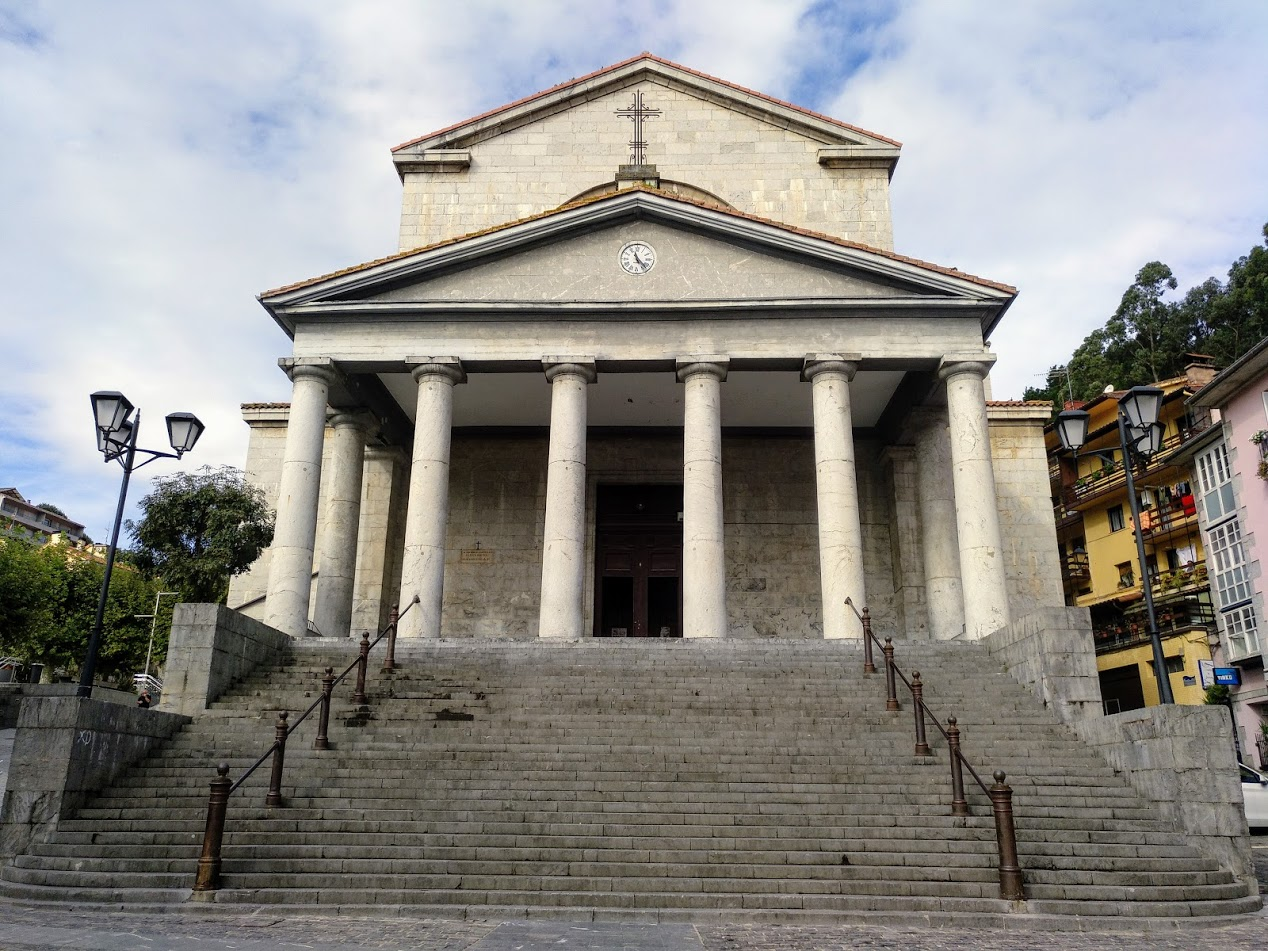
Iglesia de Nuestra Señora de la Asunción

Las cuevas de Jentilechea II, Langacho e Iruroin dan testimonio, mediante los hallazgos en ellas realizados de la ocupación de estas tierras en períodos prehistóricos que se remontan al Paleolítico superior.
Se ha venido identificando Motrico con la localidad várdula Tritium Tuboricum citada por el geógrafo griego Claudio Ptolomeo, aunque se cree que dicho asentamiento pudiera haberse ubicado en Astigarribia, actual barrio rural de Motrico a orillas del río Deva, ya que Ptolomeo indica que Tritium Tuborium estaba ubicada en el interior del país várdulo, no en la costa.
La villa de Motrico se funda en 1209 por el rey castellano Alfonso VIII que le otorgó carta puebla y la posibilidad de amurallar la urbe (hay aún algún resto de murallas). Sus privilegios fueron confirmados por Fernando III y Alfonso X. La denominación otorgada fue la de "Villanueva de Motrico". La primera mención documental data del año 1200, en un documento fechado el 31 de diciembre de ese año donde el rey Alfonso VIII de Castilla declara la donación de la ballena que «homines de Motrico» debían entregar anualmente al Rey a la Orden de Santiago.
El casco medieval se desarrolló y se construyeron importantes palacios y casas torre pertenecientes a las familias aristocráticas y algunas otras cuyas riquezas venían del comercio marítimo o de servir como marinos en la Armada. En 1553 un incendio destruyó gran parte de la villa salvándose algunas casas de piedra y perdiéndose todas la de madera.

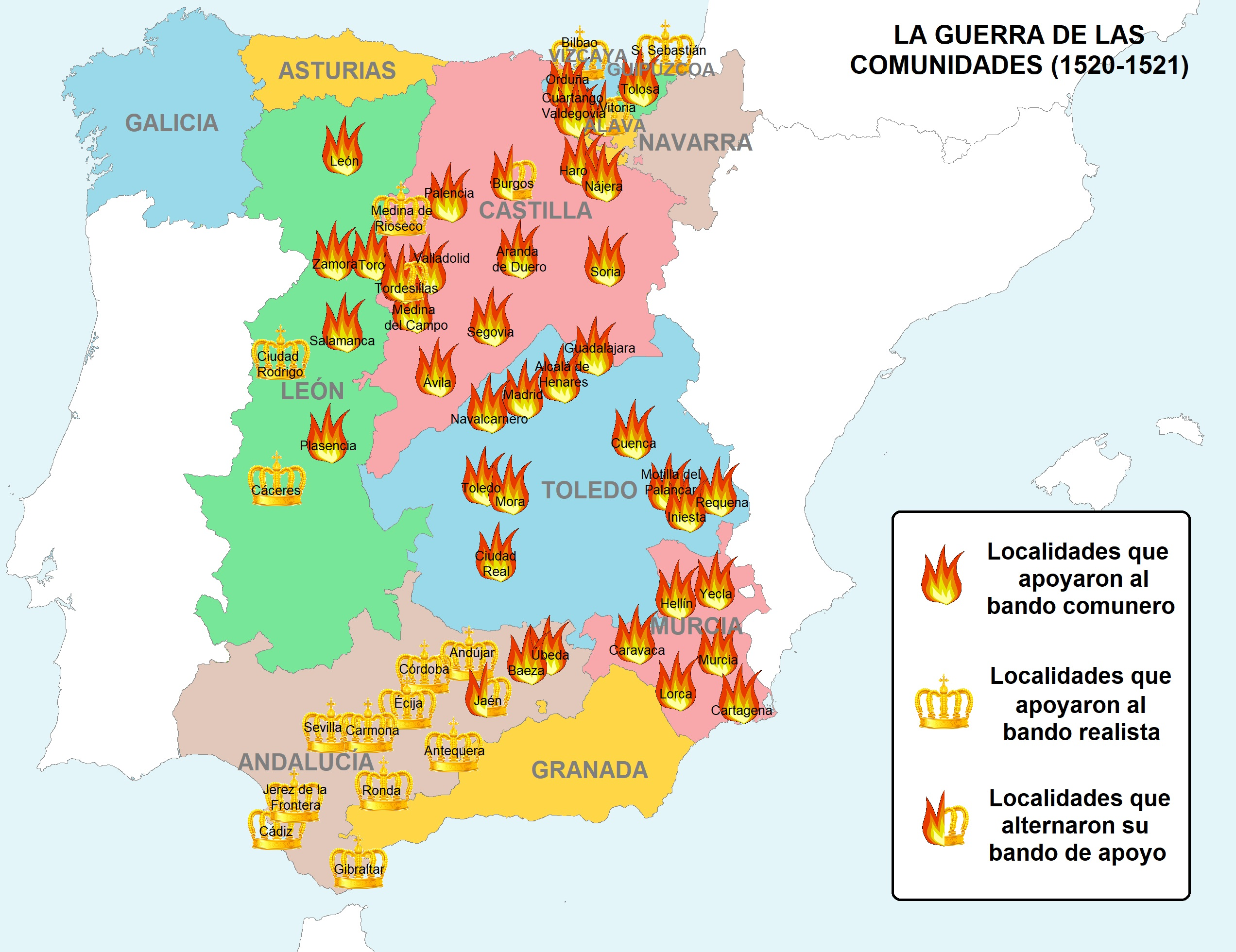
Motrico se situó en el bando comunero en la Guerra de las Comunidades

Previamente, tras el levantamiento del conde de Salvatierra en 1520, durante la Guerra de las Comunidades, Motrico se situó en el bando comunero, venciendo el ejército realista la resistencia de Motrico y de otras localidades comuneras vascas tras la derrota del ejército del conde de Salvatierra, Pedro López de Ayala, en la batalla de Miñano Mayor el 19 de abril de 1521.
Tanto desde Motrico, como seguramente desde otras localidades portuarias del País Vasco, salían cada año naos hacia Terranova, en la actual Canadá, para dedicarse a la pesca de la ballena y el bacalao. A principios del siglo XVII hay referencias escritas de la actividad mareante y portuaria la villa indicando la existencia de astilleros, el comercio y la pesca, la ordinaria en la costa y la del bacalao en Terranova así como la caza de la ballena que pasaban cerca de la línea costera.
Hacia mediados del siglo XIX, el lugar, ya por entonces con ayuntamiento propio, tenía contabilizada una población de 3200 habitantes. Aparece descrito en el undécimo volumen del Diccionario geográfico-estadístico-histórico de España y sus posesiones de Ultramar de Pascual Madoz con las siguientes palabras:

MOTRICO; v. con ayunt., compuesto de vec. millaristas (*) en la prov. de Guipúzcoa (á Tolosa 8 leg.), part. jud. de Vergara (5), aud. terr. de Burgos (30), c. g. de las Provincias Vascongadas (á Vitoria 11), dióc. de Pamplona (20). sit. á la falda de un montecillo en la costa del Océano Cantábrico y vanda occidental de la ria de Deva, disfruta de clima muy templado y sano; los vientos reinantes son NO. y S. y las enfermedades mas comunes, alguna pulmonía y dolor de costado. El casco de la pobl. se compone de 255 casas que forman 10 calles y 2 plazas, siendo notables entre aquellas el palacio nuevo de Montalibet, donde se conservan pinturas de mérito, especialmente un apostolado de tamaño natural; la torre de Barrencale, y los palacios de Idiaguez y del general Gastañeta, en cuya sala principal y en un magnífico y lujoso marco de variados relieves llama la atencion por sus formas y distinguido mérito artístico el retrato en escala mayor del célebre general que acabamos de mencionar: en este palacio se conservan tambien el retrato del famoso marino Don Cosme de Churruca y una magnífica armadura completa que le regaló Napoleon, siendo primer consul: hay 2 casas de ayunt., la una que ocupa todo el frente de la plaza llamada Arriturriaga, fue incendiada por las tropas de los voluntarios de Navarra y Guipúzcoa en la guerra de la independencia año 1811, despues de haberse rendido la guarnicion francesa que la ocupaba; fue reedificada el año de 1825 al 26, y en su sala que es muy capaz, se celebran las juntas generales de la prov. cuando á la v. le llega el turno: la otra es pequeña pero bien construida con bonitas vistas al mar; en ella existe el archivo, y debajo de su sala está la alhondiga para peso y depósito de los generos de comercio, y dos cárceles pequeñas. La escuela de niños está concurrida por 100, y dotada con 300 ducados; á la de niñas concurren 40, y la maestra se sostiene con la retribucion que saca de las mismas. La igl. parr. construida nuevamente en la plaza de Arriturriaga y habilitada para celebrar los oficios divinos el 8 de diciembre de 1843, es un bello modelo de arquitectura del profesor académico Don Silvestre Perez; se principió en 1803, en cuyo año se puso la primera piedra fundamental, con la mayor solemnidad y asistiendo una inmensa concurrencia de gentes, por el brigadier de la armada Don Cosme Churrucha que á la sazon se hallaba en el pueblo con real licencia y era alcalde; ha sido dirijida la ejecucion de la obra por los arquitectos del mismo pueblo Don Manuel Vicente de Laca y Don Mariano Lascúrain; es su planta una cruz griega con cuatro bellas columnas dóricas sobre las que sientan los arcos torales, rematando á los 80 pies en un cascaron que términa por fuera con una aguja: á un lado de la capilla mayor está la sacristia y en ella un cuadro de Murillo que representa al crucificado en la actitud de la agonía, y al opuesto la casa capitular, elevándose entre ambas y á espaldas del altar, la torre que remata como la igl. en una ahuja; dá ingreso á este hermoso templo un elegante pórtico compuesto de columnas aisladas y al que se sube por una bella escalinata. Esta igl. parr. se halla dedicada á la Asuncion de Ntra. Sra., es matriz y comprende los barrios ó valles de Galdona, Ibiri, Laranga, Mijoa, Mizquia, Olas, Olaberrieta y Sarasumendi, que reunen 134 caserias; su cabildo se compone de 11 beneficiados 7 de racion entera, y 4 de media, y un vicario que tenia la dotacion especial de los diezmos de 2 caserías ademas del general, y es de presentacion de la v.: hay tambien dentro de la jurisdiccion municipal de la misma, otras 2 igl. parr., á saber; San Andrés de Astigarribia, en el barrio de su nombre, y Ntra. Sra. de Azpilcueta, en el valle de Mendaro, que pertenecen á la dióc. de Calahorra. El conv. de monjas de Sta. Catalina, que son canonigas agustinas de la filiacion de los obispos de Pamplona, se halla sit. al S. del pueblo y es bastante capaz, y su igl. una de las mejores de su clase que se ven en Guipúzcoa: en el retablo principal tiene dos grandes cuadros de la escuela flamenca debidos á Wandick y Rechorest en 1663, los cuales representan el martirio de Sta. Catalina y la crucificacion del Señor; y en uno de los altares de la izq. existe un bulto de tamaño natural que representa á Jesus Nazareno en una figura sumamente edificante, y es de escelente escultura y mérito superior. El cementerio es bastante capaz y está sit. á medio cuarto de hora de la pobl. en parage muy ventilado: las ermitas son cinco y se hallan, San José en la v., San Miguel en sus inmediaciones, Sto. Cristo en el cerro Urcamendieta (valle de Laranga), San Isidro en el valle de Olas, y San Gerónimo en el de Mijoa. Para beber y demas usos domésticos, hay 3 fuentes dentro de la pobl. y otras muchas y abundantes en el térm., siendo todas muy saludables, y algunas ferruginosas: para recreo de los vec. se han plantado alamedas, llamando especialmente la atencion un vistoso y cómodo paseo con arbolado en el centro de la v. El térm. se estiende 2 leg. de N. á S. y 1 1/2 de E. á O., confina N. mar Cantábrico; E. el mismo y la ria de Deva, S. Elgoibar, y O. Ondarroa, Marquina, Echavarria, Jemein y Berriatua, que pertenecen á Vizcaya: dentro de su circunferencia hay varios montes, siendo el mas notable el llamado Arno, cuya altura sobre el nivel del mar, tomada desde el pico de las banderas, es de 2,243 pies; abundan las minas de yeso y canteras de piedra caliza que bruñida es un jaspe precioso, y hay tambien una mina antigua de plomo, en las inmediaciones de la casería de San Blas. El terreno es muy quebrado y de mediana calidad, pero de escelentes producciones; la mayor parte está poblado de castaños, robles, hayas y encinales, mereciendo tambien particular mencion los viñedos, manzanos, limoneros, naranjos, perales y otros frutales que hay en las inmediaciones de la v.: hay algunos sotos de poca estension y de propiedad particular. caminos: la carretera que partiendo de la general de Francia, en la cadena de San Antonio de Vergara, y luego en el puente de Sasiola llega hasta esta v. y se halla en buen estado, los demas locales. El correo se recibe de Vergara por balijero, todos los dias por la tarde y sale por la mañana. prod.: trigo, maiz, centeno, aluvias, habas, castañas, patatas, vino chacolí de buena calidad, manzanas cuya mayor parte se aprovecha para sidra, y varias frutas y aun algunos olivos: cria ganado vacuno, de cerda y lanar; caza de liebres, perdices y aves de paso, y pesca de merluza, besugo, atun, congrio, sardina, meros y otros pescados, cuyas utilidades ascienden algunas veces á 700 ú 800,000 rs. al año. ind.: la principal es la pesca, y ademas 11 molinos harineros de poca consideracion. comercio: la esportacion de pescado en fresco y en escabeche, y varias tiendas de géneros de poca importancia; se celebra una feria anualmente en los 3 domingos que siguen el dia de Sta. Agueda (5 de febrero), y un mercado mensualmente en los terceros sábados de cada mes: en este consiste el tráfico en ganado vacuno y de cerda, y en aquella en géneros. pobl.: segun datos oficiales 416 vec., 2,094 alm.; pero la verdadera es de 3,200 alm. riqueza imp.: 185,463 rs.

*Llamánse asi en la prov. de Guipúzcoa, los vec. concejales, que para serlo necesitan cierta propiedad, raiz en la suma ó cuantia que prescríben los fueros y ordenanzas municipales, cuya propiedad se designa con la denominacion de millares.
(Madoz, 1848, pp. 630-632)

A finales del siglo XVIII y principios del siglo XIX, siendo alcalde Cosme Damián Churruca, Motrico conoce una revolución urbana significativa que sigue las corrientes urbanista racionales propias de la época. Se decide, no sin polémica con aquellos que preferían mantener las costumbres y la tradición, derribar las murallas y construir dos plazas públicas, una a cada extremo del núcleo urbano. Una de ellas se construye en el lugar donde estaba la antigua iglesia que, debido a su estado ruinoso, se demuele. La otra, en el otro extremo, se forma con la construcción de la nueva iglesia de estilo neoclásico conformando la plaza con el ayuntamiento. En esta plaza se ubica una estatua de Cosme Damián Churruca realizado en mármol de Carrara erigido por orden de la Juntas Generales de Guipúzcoa en 1865. Este monumento fue dañado, se le rompió el dedo con el que señala el horizonte, en el año 2008. Cinco años después se restaura por suscripción popular. La nueva iglesia neoclásica fue encargada a Silvestre Pérez, uno de los arquitectos más reconocidos del momento, y es un ejemplo de la idea de la ilustración de las llamadas "iglesia templo" realizada al gusto por la arquitectura clásica que la Academia de Bellas Artes de San Fernando intentó imponer por decreto. esta reforma urbanística conformó la trama urbana de la villa por más de 200 años, hasta que ya entrado el siglo XXI se realizaron diferentes obras de viabilidad.
A finales del siglo XIX Evaristo de Churruca, primer Conde de Motrico, diseña los muelles de cobijo del puerto que a mediados del siglo XX debe de ser modificado por Ramón Iribarren Cavanilles para subsanar los problemas de oleaje dentro de la dársena. A finales del siglo XX la evolución negativa del sector pesquero hace que surjan iniciativas turísticas como alternativa económica. Para solventar los problemas de la entrada a puerto y de estabilidad en la dársena se proyecta y construye un nuevo dique de abrigo, esta vez exterior. Se aprovecha la obra para instalar en el mismo una central undimotriz, la central undimotriz de Motrico, primera central comercial de estas características.
Hasta bien entrados los primeros decenios del siglo XX, en el monte Arno hacían los carboneros carbón de leña, utilizado especialmente en las fraguas de los herreros. A los niños se les asustaba con los sacamantecas, refiriéndose a estos carboneros.
En los primeros años del siglo XXI se realiza en Motrico con una relevante reforma urbanística y mejora de accesos. Se realiza una modificación urbanística muy profunda en la parte circundante a la iglesia facilitando el cruce entre la carretera Deva-Ondárroa y la que va hacia Mendaro por el Calvario y el acceso al núcleo urbano mediante una rotonda y se construye un acceso directo al puerto para el tráfico rodado. Así mismo se construye un dique exterior para facilitar la siempre complicada entrada al puerto y se ubica al mismo de una central de producción de energía eléctrica mediante el movimiento de las olas. El puerto, tras la desaparición de la pesquería, se torna en uso deportivo construyéndose en su dársena más de 300 amarres.
De Motrico eran la mayor parte de los integrantes de las bandas de rock Itoiz y Delirium Tremens.

## Composición
Motrico está conformado por diferentes barrios, muchos de ellos rurales. Aun siendo una población eminentemente marítima, donde el mar ha sido el motor de su economía y ha marcado si  idiosincrasia, hay una parte rural importante.  El municipio está conformado por los siguientes barrios.
| - Astigarribia - Artzain Erreka - Galdonamendi | - Ibiri - Laranga - Mijoa | - Mizkia - Olabarrieta - Olatz |

## Demografía
Motrico cuenta con una población de 5281 habitantes (INE 2024).
| Gráfica de evolución demográfica de Motrico entre 1842 y 2021                                                       |
| |
| Población de derecho según los censos de población del INE Población de hecho según los censos de población del INE |

### Transporte y comunicaciones
Su situación, apartada de las vías principales de comunicación de la zona, hace que quede relativamente aislado. Está situado a 3 km de Deva, por donde pasa la carretera nacional N-634, la autopista AP-8 y el ferrocarril de vía estrecha de Euskotren que lo enlazan con la cabeza comarcal, Éibar de la que dista 23 km y con las capitales de Guipúzcoa (San Sebastián), que queda a 46 km, y con la de Vizcaya (Bilbao) a 70 km.
La carretera provincial GI-638 atraviesa el municipio enlazándolo con la nacional N-634 en Deva y con la BI-3222 en Ondárroa. Es la vía principal de comunicación, aunque hay otra carretera local que llega a Mendaro pasando por el alto del Calvario.

## Economía
La economía de Motrico está ligada al mar. La pesca ha sido su principal motor directa o indirectamente, suministrando la materia prima para las fábricas conserveras.
El sector primario
representado por la pesca y en clara crisis. De la flota pesquera de bajura solamente quedan un par de barcos. La agricultura, que se desarrolla en los barrios rurales, es de subsistencia y sus excedentes se venden en los mercados de la comarca. La ganadería es escasa y poco significativa. La explotación forestal se centra en los bosques de pino insignis y otras coníferas.
El sector secundario
claramente en desarrollo. La industria conservera, históricamente la principal del municipio, ha dejado paso a toda clase de talleres de transformación metálica que entroncan con la importante industria de la comarca. Esto ha sido posible por la adecuación de terrenos llanos, en la parte de Saturraran, para la creación de polígonos industriales. Las principales empresas del municipio son actualmente la conservera Yurrita e Hijos S.A. y el taller protegido de Katealegaia.
El sector servicios
teniendo especial relevancia el turismo. El interés turístico de Motrico es innegable y ha venido siendo segunda residencia para muchos eibarreses. Cuenta con varias instalaciones de camping y una buena dotación de establecimientos hosteleros. Comparte recursos con la vecina Deva. Los servicios están centralizados en la comarca y el comercio es el adecuado para las necesidades de los vecinos.

### El puerto

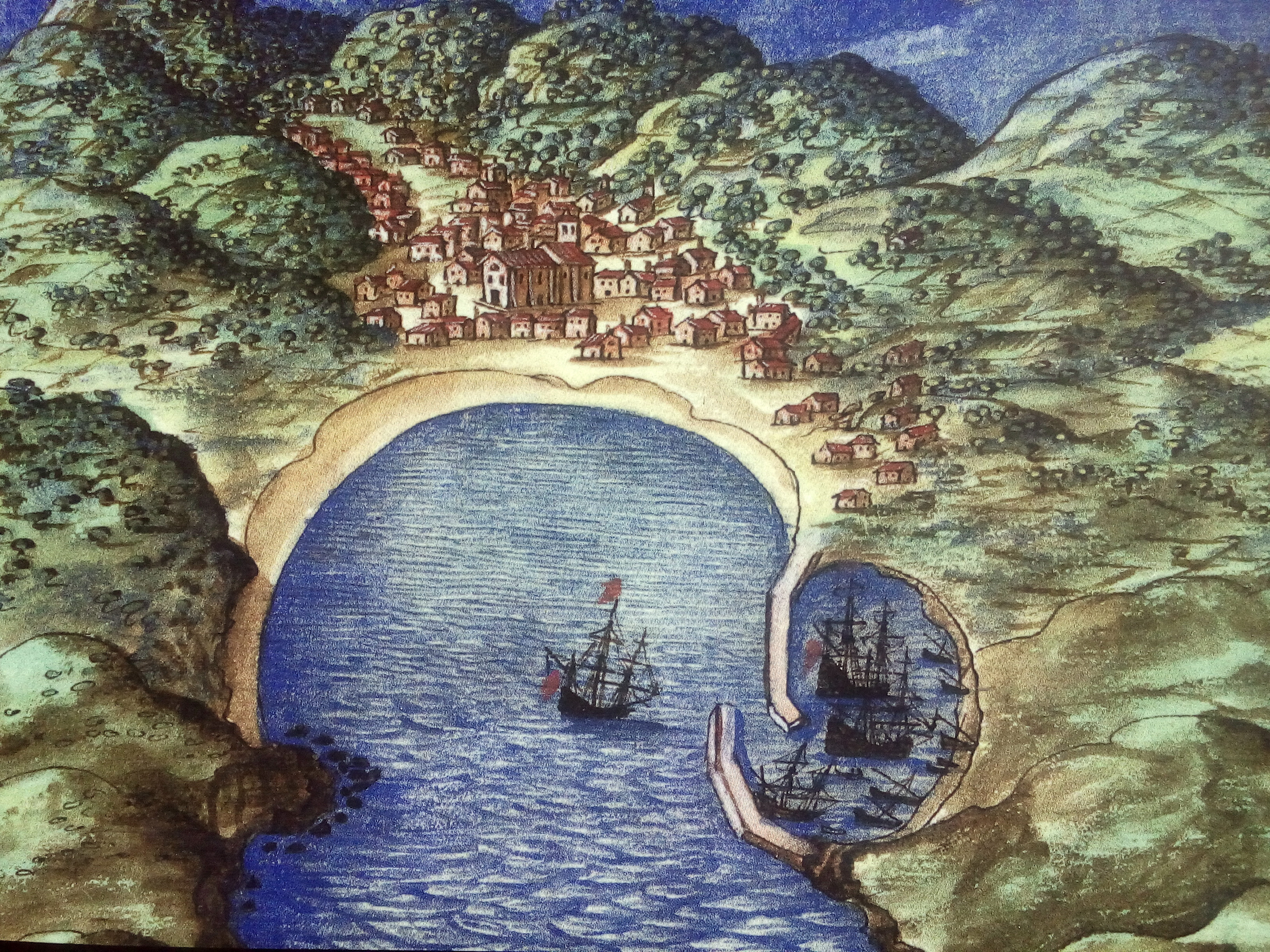
Ilustración del puerto de Motrico extraída de El atlas del rey planeta: La descripción de España y de las costas y puertos de sus reinos, de Pedro Texeira (1634)

Históricamente el corazón de Motrico y su motor económico ha sido su puerto. Ubicado en una ensenada que se abre entre los acantilados de Alcolea y el alto de Burumendi es un espacio natural protegido frente a las tormentas y marejadas provenientes del norte, esta cualidad le sirvió para ser uno de los más antiguos puertos cantábricos. Fue conocido con el sobre nombre de concha de Motrico. Los primeros diques de piedra documentados se fechan en el siglo XIII. A principios del siglo XVII contaba ya con muelles y en el podían entrar navíos cargados hasta las trescientas toneladas. El cronista Lope Martínez de Isasti lo describe así:

Es puerto de mar y tiene muelle, donde entran navíos cargados hasta las trescientas toneladas. Tiene astilleros donde se fabrican galeones y navíos de todas suertes, que se llevan a Sevilla cargadas de fierro y de otras mercaderías de la tierra, y algunos años van a Terranova por el pescado bacalao, y los marineros que quedan en la tierra se entretienen en la pesquería ordinaria y, a su tiempo, en ballenas que pasan a lo largo de la costa por aquel mar Cantábrico y que las matan con mucha destreza.

En 1877 Evaristo de Churruca, primer Conde de Motrico, diseñó los muelles de cobijo del puerto, cuya entrada estaba dificultada por las corrientes marítimas y su dársena sufría, por el efecto de resonancia del oleaje, mucha inestabilidad. En 1932 se encargó al ingeniero Ramón Iribarren Cavanilles subsanar los problemas de oleaje dentro de la dársena, para este trabajo desarrolló el Método de cálculo de los planos de oleaje publicado a mediados del siglo XX convirtiéndose en una obra de referencia en el campo de ingeniería. Iribarren añadió una escollera en el dique frontal de la dársena, el que se encuentra frente a la entrada del puerto rompiendo así el efecto de resonancia que se daba en la misma y que incrementaba significativamente el oleaje en ella.
El declive de la actividad pesquera a finales del siglo XX llevó al surgimiento de una pujante actividad turística que fue ganando terreno en el mapa económico de la villa. En 2001 se planteó un plan de modernización del puerto en el que se contemplaba la creación de un puerto deportivo junto a uno comercial y otro pesquero que requería la construcción de un nuevo dique interior y uno exterior que facilitará el acceso al puerto, así como una plataforma para el arreglo de barcos. De ese plan de modernización, ideado en 2002 e iniciado en 2005, solo se realizó el dique de abrigo exterior, el cual es modificado en 2006 para instalar en el mismo una central undimotriz, la central undimotriz de Motrico, primera central comercial de estas características que con sus 16 turbinas que generan 970 Mwh de energía al año que fue inaugurada en 2011. El proyecto del dique exterior vuelve a ser modificado en 2008 para hacerlo más resistente a las inclemencias del mar, el 2007 fue especialmente fuerte en cuanto a temporales invernales, reforzando y aumentando el peso de los bloques. El incremento del coste de la obra hizo que quedara a falta de completar 88 m de alineación y el morro B del dique.
En 2007 se plantea desde Euskadiko Kirol Portuak (EKP), sociedad pública del Gobierno vasco, adscrita al departamento de Transportes y Obras Públicas del gobierno vasco, la construcción de puerto deportivo en Motrico. 2014 se construye en la dársena principal una infraestructura de amarres para barcos recreativos y deportivos con 301 amarres que pueden albergar embarcaciones con una eslora máxima de 14 m y un calado máximo de 3 m, así como toda una serie de instalaciones de servicio asociadas convirtiendo el puerto en un relevante puerto deportivo.
En 2025, tras las protestas y polémicas surgidas y promovidas por la plataforma ecologista Mutriku Natur Taldea, el gobierno vasco toma la decisión de no completar el dique exterior realizando las obras de remate del mismo, obras que comenzarán en noviembre de ese año con la intención de finalizarlas en 2027.

#### El puerto deportivo
Inaugurado en 2011, el puerto deportivo de Motrico tiene una capacidad para 301 amarres complementados con toda clase de servicios asociados. Está gestionado por Euskadiko Kirol Portuak (EKP), empresa dependiente del gobierno vasco, y forma parte de la red de puertos deportivos de Guipúzcoa.
Características
- Coordenadas: 43° 18' 31 N 2° 22' 52 W
- Número de amarres: 301
- Eslora máxima: 14 m, para mayor eslora hay que consultar.
- Calado máximo: 3 m
- Canal VHF: 9
- Carrera de Marea: 4,5 m.
- Anchura: 60 metros.
- Calado en B.M.V.E: 3 metros.
- Orientación: NE

Servicios disponibles
- Meteorología
- Capitanía
- Duchas
- Grúa
- Aparcamiento
- Pantalán
- Playa
- Gasolinera
- Bar
- Pantalán[13]

## Administración y política

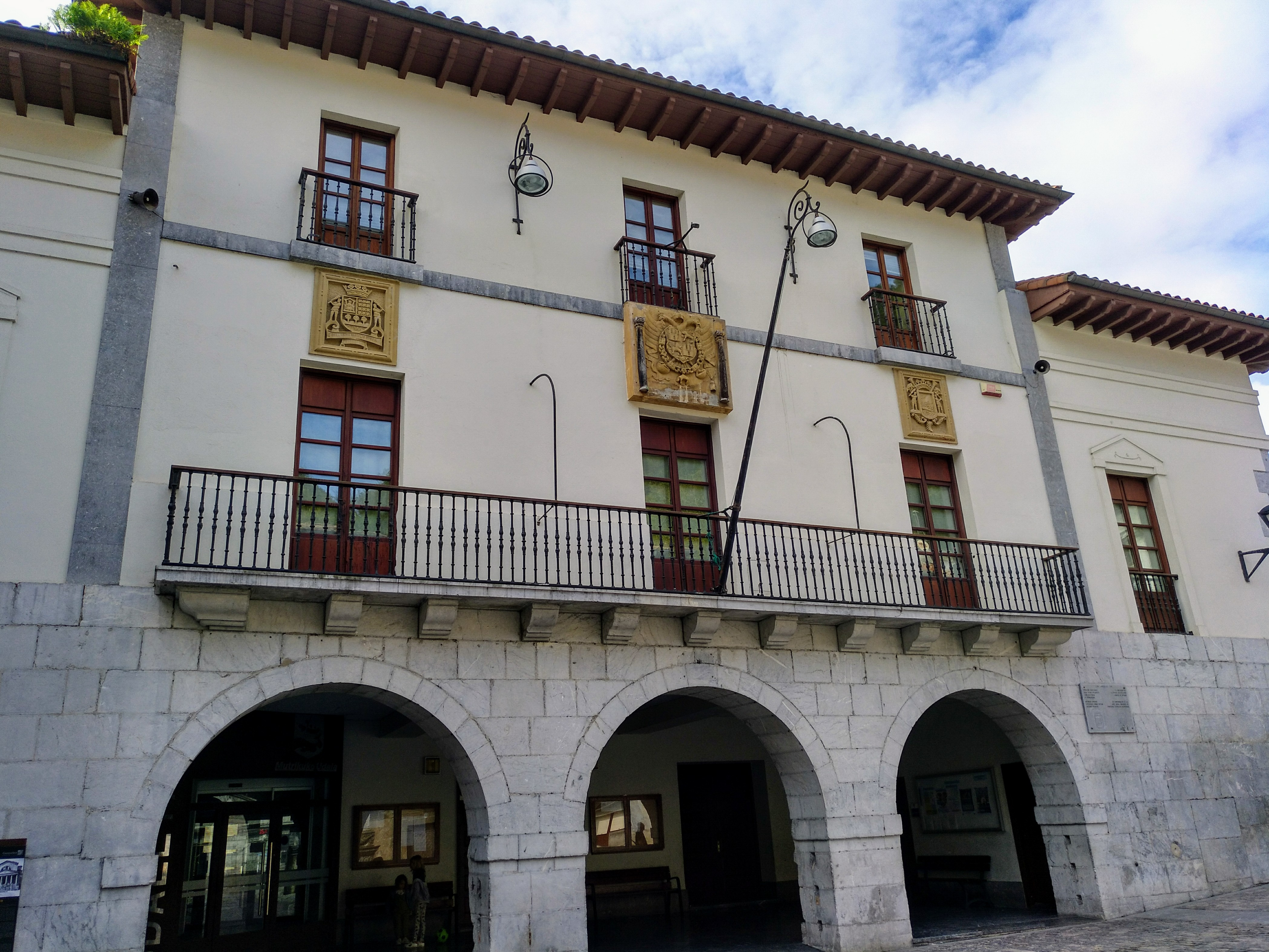
Ayuntamiento de Motrico

### Gobierno municipal
| Partido político                                              | 2023  | 2023       | 2019  | 2019       | 2015  | 2015       | 2011  | 2011       |
| Partido político                                              | %     | Concejales | %     | Concejales | %     | Concejales | %     | Concejales |
| Euskal Herria Bildu (EH Bildu)-Bildu                          | 47,05 | 7          | 48,85 | 7          | 40,66 | 6          | 56,86 | 8          |
| Euzko Alderdi Jeltzalea-Partido Nacionalista Vasco (EAJ-PNV)  | 34,77 | 5          | 37,65 | 5          | 40,43 | 6          | 29,53 | 4          |
| Berdeak-Los Verdes (B-LV)                                     | 12,7  | 1          | 9,17  | 1          | 13,01 | 1          | 8,69  | 1          |
| Partido Socialista de Euskadi-Euskadiko Ezkerra (PSE-EE PSOE) | 3,19  | 0          | 3,04  | 0          | 3,03  | 0          | 1,65  | 0          |
| Partido Popular del País Vasco (PP)                           | 0,38  | 0          | —     | —          | —     | —          | 2,05  | 0          |

### Organización territorial
Además del núcleo urbano que se sitúa sobre el puerto donde vive entre un 85 y un 90 % de la población, el municipio de Motrico está compuesto por los siguientes núcleos de población, que son barrios rurales del municipio. Los datos de población son del INE de 2014.
- Astigarribia: 41 hab.
- Artzain Erreka: 6 hab.
- Galdona, también llamado Galdonamendi: 88 hab.
- Ibiri: 45 hab.
- Laranga: 159 hab.
- Mijoa: 183 hab.
- Mizkia: 5 hab.
- Olabarrieta: 20 hab.
- Olatz: 44 hab.
- Urazamendik: 6 hab.

En 1983, el barrio de Azpilgoeta pasó a pertenecer al municipio de Mendaro, por lo que el municipio de Motrico redujo su población.

## Cultura

### La lengua
En Motrico se hablan las dos lenguas oficiales de la comunidad autónoma vasca, el castellano y el euskera, La mayaría de la población tiene como primera lengua el euskera. En 2021 el 84,51% de la población lo usaba.
La variedad de euskera que se habla en Motrico corresponde al dialecto de vizcaíno oriental que es el predominante el la comarca del Bajo Deva, muy influenciado por el dialecto guipuzcoano occidental, se pude decir que es una área de transición  entre ambas variedades, lo mismo que sucede en las localidades vecinas de Elgóibar y Mendaro. En la vecina localidad de Deva la influencia del euskera guipuzcoano es aún mayor y el dialecto local puede incluirse en el vasco central, mientras que por el otro lado, el dialecto hablado en Ondárroa es totalmente vizcaíno.

### Patrimonio

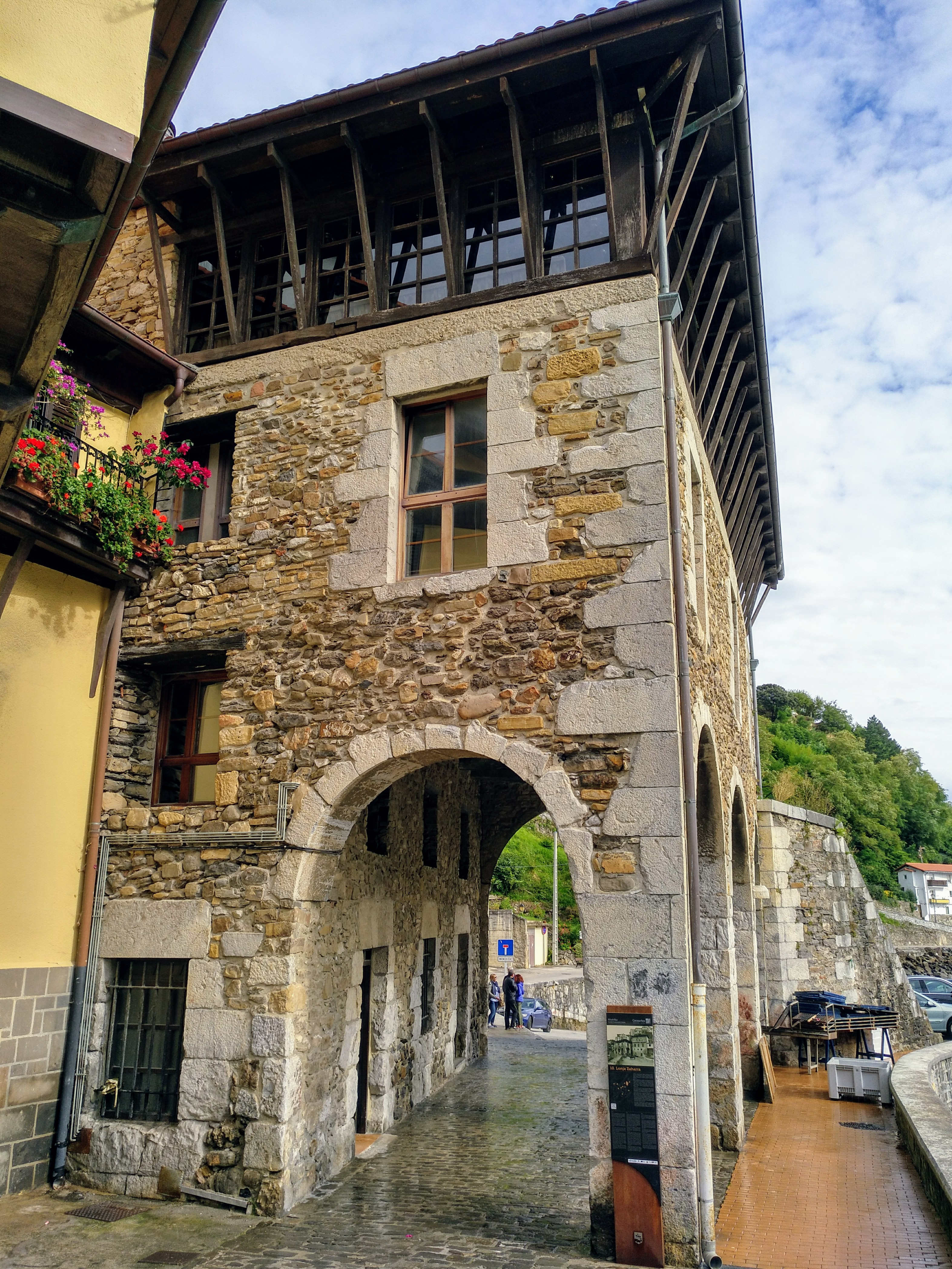
Lonja Zaharra, del

- Iglesia de Nuestra Señora de la Asunción: neoclásica con una amplia escalinata de acceso. En su interior hay un Cristo atribuido a El Greco y un lienzo atribuido a Zurbarán. Fue proyectada por el arquitecto Silvestre Pérez comenzándose a construir en 1803 bajo la alcaldía de Cosme Damián Churruca y Elorza concluyendo las obras en 1843. Está declarada Monumento Nacional de Euskadi.

- Palacio Galdona: barroco, con impresionante fachada con balcones de hierro forjado y un escudo de armas esquinero a la altura de la primera planta. Ostenta un gran alero tallado. fue mandada construir por Juan de Galdona y Muñoz quien fue procurador juntero de Motrico en 1684.

- Casa de Churruca o Palacio Arrietakua: mandada construir por el teniente general de la Armada Real Antonio de Gaztañeta en 1731. La adquirió Cosme Damián Churruca y Elorza a finales del siglo XVIII y en el siglo XX pasó a manos del Condado de Motrico. Es un edificio barroco realizado en sillería de caliza con una fachada con balcones de hierro forjado, un escudo de armas dividido en referencia a Antonio de Gaztañeta y un gran alero tallado. En este edifico es donde nació Cosme Damián Churruca.

- Palacio Zabiel o palacio Granada: es un edificio barroco del siglo XVI. destaca la fachada principal con la puerta de acceso enmarcada por columnas que se prolongan hasta la segunda planta enmarcando también el balcón central sobre el que se ubica el escudo de los Zabiel. El tejado tiene un impresionante alero y las fachadas laterales restos interesante de la edificación anterior. este palacio formó parte del Mayorazgo de los duques de Granada de Egea.

- Casa torre de Luardo o torre de Barrenkale: es un edificio gótico en el que destacan las ventanas geminadas y sus puertas, dos de arco de medio punto y otra con arco apuntado. Tiene, en su fachada izquierda, una escalera de `patín que permite el acceso a la planta noble ubicada en el primer piso.

- Lonja Zaharra: edificio del siglo XVIII con restos del gótico renacentista del siglo XV, fue antigua lonja de pescadores. Hoy casa social de la marina. Está construido en mampostería de caliza con remates de sillería en esquinas y vanos. Tiene un gran pórtico con arcos de medio punto que da acceso al lado izquierdo del puerto.

- Museo Bentalekua: habilitado en la antigua lonja de venta de pescado, se muestra el método tradicional de venta por bola (sala original hoy desaparecida por un incendio) y herramientas y enseres relacionados con la pesca.

- Torre Berriatúa o Sulaingoa: es un edificio gótico realizado en sillería de arenisca. El nombre de "Sulaingoa", que se traduce como "anterior al fuego" hace referencia a su existencia antes del incendio que arrasó la villa en 1543. Es una de las mayores casa torres de Guipúzcoa y por su ubicación sobre el puerto se cree que ejerció funciones de vigilancia del mismo. En su facha destacan las tallas de ventanas y puertas.

- Palacio Montalivet: es un palacio barroco mandado construir por el barón de Oña y capitán de navío José Iturribalzaga Sánchez-Revata Montalivet y Forjado quien se lo encargó al arquitecto Ignacio Ibero en el siglo XVIII. En su fachada, de sillería caliza, destaca la puerta de acceso y el gran balcón de hierro forjado que se extiende por la primera planta y protege, en el ángulo, el escudo de armas. Ostenta un gran alero tallado.

- Casa Olazarra-Mizquia: construido en el siglo XVII por el capitán Lucas de Olazarra y Mizquia. Destaca, en su fachada de sillería con balcones de hierro forjado, el gran escudo de armas de los Olazarra. Rodea el edificio un gran alero tallado.

- Casa torre del muelle: es una casa torre renacentista urbana del siglo XVI que ha sido vivienda de pescadores. La fachada principal está realizada en mampostería de vista en la que se abren ventanas geminadas de medio punto y un hueco grande, como una puerta, en arco de medio punto. Los dos pisos superiores, ya con la fachada enfocada, cuentan con sendos balcones corridos.

- Iglesia de San Andrés de Astigarribia: que ha sido considerada una de las más antiguas del territorio histórico de Guipúzcoa por tener elementos considerados prerrománicos, como una ventana en arco de herradura. Estudios posteriores han revelado que estos elementos son del siglo XI.

- Convento de Santa Catalina: fue fundado en 1572 por Juan de Ochoa de Berriatua y ubicado en la casa torre de Areiceta y posteriormente, en 1638, trasladado a la casa torre de Berriatua y, finalmente, en 1661, al emplazamiento actual. Es un amplio edificioen elq ue destaca la fachada de la iglesia con su entrada coronada por una espadaña con tres campanas. En el retablo principal se pueden ver dos cuadros, martirio de Santa Catalina y la crucifixión del Señor, de la escuela flamenca debidos a Wandick y Rechorest realizados en 1663. Hay sendos altares dedicados a Jesús Nazareno y de la Dolorosa donaciones del General Gaztañeta. Fuera ya del uso monacal, en 2025 el ayuntamiento de Motrico ha realizado una reforma y modernización para adecuarlo a actividades culturales.

- Central undimotriz de Motrico: inaugurada en 2011 es la primera planta comercial de generación de energía eléctrica mediante el movimiento de las olas del mar. Fue ubicada en el nuevo dique de protección del acceso al puerto de Motrico. Cuenta con 16 turbinas con una potencia total de 296 kW.

- Geoparque de la Costa Vasca y el centro de interpretación Nautilus: la costa del municipio está integrada en el Geoparque de la Costa Vasca que se extiende desde Zumaya hasta el límite con Vizcaya. El flysch que protagoniza toda la Rasa mareal entre Deva y Zumaya a la que se añade, de forma relevante, el espacio conocido como Siete playas y la playa de Saturrarán formado por el llamado flysch negro, El geoparque está integrado en la Red global de geoparques (GGN) y administrado por la Asociación para la Gestión del Geoparque de la Costa Vasca, Geogarapen, constituida en 2009, por los tres ayuntamientos implicados. El 17 de noviembre de 2015 fue nombrado geoparque mundial de la UNESCO e integrado en la red mundial de geoparques.[17] Como parte de las infraestructuras divulgativas del Geoparque está el centro de interpretación Nautilus que guarda una interesante colección de fósiles relacionados con esta parte del flysch.

### Patrimonio inmaterial
En Motrico se celebran las siguientes fiestas:
- Berdel Eguna (día del verdel), habitualmente el primer sábado de abril.
- Malen Jaiak (Fiestas de Magdalenas), 21-25 de julio.
- Sanmikollako Jaiak (Fiestas de San Nicolás), 10 de septiembre y, el sábado más cercano a este día.
- Kalbaixoko Jaiak (Fiestas del Calvario), 14-16 de septiembre.
- Gaba Beltza (Noche negra), el sábado más cercano al 31 de octubre y, a veces, este mismo día. Es una versión local de la fiesta de Halloween.